# Hansjoachim Linde
Hansjoachim Linde (* 6. April 1926 in Ortelsburg, Ostpreußen; † 12. Februar 2020 in Mönchengladbach) war ein deutscher Generaloberstabsarzt der Luftwaffe der Bundeswehr. Von 1982 bis 1986 war er Inspekteur des Sanitätsdienstes.

## Leben
Linde, Sohn des Generalmajors Kurt Linde, besuchte humanistische Gymnasien in Stuttgart und Berlin. Am 1. Februar 1943 wurde er Luftwaffenhelfer in Berlin, absolvierte ab dem 1. August 1943 den Reichsarbeitsdienst in Bersenbrück und trat am 1. Oktober 1943 als Offizieranwärter in die Wehrmacht ein, wo er an der Luftkriegsschule V in Breslau-Schöngarten zum Flugzeugführer ausgebildet wurde. Ab Februar 1945 war er an der Luftkriegsschule in Fürstenfeldbruck und war ab dem 6. April 1945 bei der 8. Kompanie des Fallschirmjägerregiments 28 im Raum Brünn eingesetzt. Am 20. April 1945 wurde er zum Fähnrich befördert.
Von Mai 1945 bis Juni 1946 war Linde in sowjetischer Kriegsgefangenschaft. Er holte nach seiner Rückkehr aus dieser 1947 das Abitur im rheinischen Viersen nach und studierte ab Oktober 1947 Medizin an der Philipps-Universität Marburg und der Medizinischen Universität Innsbruck. Er wurde 1948 Mitglied der katholischen Studentenverbindung K.D.St.V. Palatia Marburg im CV. Im September 1954 legte er sein Staatsexamen ab, promovierte im Oktober 1959 mit der Dissertation Fingerleisten und Konstitution zum Dr. med. und absolvierte eine Ausbildung zum Facharzt für Chirurgie.
Am 1. Juni 1957 trat Linde in die Bundeswehr ein und wurde Chef der Luftwaffensanitätsstaffel in Stade. Von Januar bis April 1963 absolvierte er eine Ausbildung für Luft- und Raumfahrtmedizin in San Antonio und war anschließend bis März 1966 Fliegerarzt im Jagdbombergeschwader 34. Danach wurde er Dezernent für Organisation beim Generalarzt der Luftwaffe im Allgemeinen Luftwaffenamt in Lohmar und ab Oktober 1971 Referent für Organisation und Planung beim Inspekteur des Sanitäts- und Gesundheitswesens im Bundesministerium der Verteidigung. Von Oktober 1974 bis Juni 1976 war er Kommandoarzt im Territorialkommando Süd in Heidelberg und von Juli 1976 bis März 1980 im Dienstgrad eines Generalarztes Kommandeur der Akademie des Sanitäts- und Gesundheitswesens der Bundeswehr. Vom 1. April 1980 bis 31. März 1982 war er Amtschef des Sanitätsamtes der Bundeswehr in Bonn und in seiner letzten militärischen Verwendung vom 1. April 1982 bis 30. September 1986 Inspekteur des Sanitäts- und Gesundheitswesens im Dienstgrad Generaloberstabsarzt. Mit Ablauf des September 1986 wurde er in den Ruhestand versetzt.
Nach seiner Pensionierung war er zehn Jahre lang Bundesarzt des Deutschen Roten Kreuzes und dabei Konventionsbeauftragter für Humanitäres Völkerrecht. In der Dekade zur Reduzierung von Naturkatastrophen saß er bis 1996 im Vorstand des Deutschen Komitees für Katastrophenvorbeugung. Er war ständiger Gast des Bayerischen Roten Kreuzes und Landeskonventionsbeauftragter des Bayerischen Roten Kreuzes.
1997 wurde Hansjoachim Linde von Kardinal-Großmeister Giuseppe Caprio zum Ritter des Ritterordens vom Heiligen Grab zu Jerusalem ernannt und am 26. Mai 1979 im Salzburger Dom investiert. Er war zuletzt Offizier des Päpstlichen Laienordens. Er engagierte sich für zahlreiche sozialen Projekte im Heiligen Land. Zudem war er Mitglied im Deutschen Verein vom Heiligen Lande.
Linde war verheiratet und hatte drei Kinder.

## Ehrungen und Auszeichnungen
- Verdienstkreuz 1. Klasse des Verdienstordens der Bundesrepublik Deutschland (1983)
- Großes Bundesverdienstkreuz des Verdienstordens der Bundesrepublik Deutschland (1985)
- Großes Bundesverdienstkreuz mit Stern des Verdienstordens der Bundesrepublik Deutschland (1987)
- Ehrenzeichen des Deutschen Roten Kreuzes (DRK) (1987)
- Ehrenmitglied der Deutschen Gesellschaft für Katastrophenmedizin (DGKM)